# Deep in the Valley
Deep in the Valley es una película de 2009 dirigida por Christian Murray, hijo del ícono adolescente de la década de 1950 y 1960 Fabian.

## Trama
Lester Watts (Chris Pratt) trabaja en una tienda de licores, felizmente vendiendo a menores de edad mientras gasta su dinero en su colección porno. Su mejor amigo desde tercer grado, Carl (Brendan Hines), tiene un trabajo corporativo en la compañía de su prometida. Quiere dejar el trabajo y trabajar en otro lugar, pero ella enojada le dice que no tiene opción y debe quedarse; es claro que tiene el control de la relación.
Esa noche, los dos amigos toman una cerveza cuando viene una entrega en forma de una máquina vendimia porno que reproduce películas de Diamond Jim (Christopher McDonald). Entran y se transportan a una tierra donde todos actúan como sí estuvieran en una película porno. La policía los arresta, por Rod Cannon (Scott Caan) pero escapan y se esconden de la policía por Bambi Cummings (Rachel Specter) en su casa de hermandad, Tri-Pi.
Escapan la policía mientras Bambi y Carl se enamoran. Eventualmente, van a la fiesta de Diamond Jim donde Carl decide transportarse y Lester decide quedarse. Se revela que Lester es el hijo de Diamond Jim. En casa, Carl termina con su novia dominante y Bambi es transportada a él, reuniéndolos. Mientras tanto, Lester se hace cargo del imperio porno de su padre.

## Elenco
- Chris Pratt como Lester Watts.
- Brendan Hines como Carl.
- Scott Caan como Rod Cannon.
- Rachel Specter  como Bambi Cummings.
- Kim Kardashian como Summa Eve.
- Denise Richards como Autumn Bliss.
- Christopher McDonald como Diamond Jim.
- Blanca Soto  como Suzi Diablo.
- Tracy Morgan como Busta Nut.
- Charlotte Salt como Tracy.

## Banda sonora
- "Somebody Do It" - Escrita y Presentada por Darius Holbert.
- "The Slide" - Escrita y Presentada por Jake Keller (como Jacob Keller).
- "On The Bus" - Escrita y Presentada pro Jake Keller (como Jacob Keller).[1]